# 夏里遜公園球場
夏里遜公園球場（Harrison Park）位於斯塔福德郡利克，是北部超級聯賽球隊利克鎮足球會的主場球場，有3,600個座位。